# Бульнес (Чилі)
Бульнес (ісп. Bulnes) — місто в Чилі. Адміністративний центр однойменної комуни. Населення — 10 681 осіб (2002). Місто і комуна входить до складу провінції Дигильїн і регіону Ньюбле.
Територія комуни — 425,4 км². Чисельність населення — 21 367 мешканців (2007). Щільність населення — 50,23 чол./км².

## Розташування
Місто розташоване за 23 км на південний захід від адміністративного центру провінції міста Чильян.
Комуна межує:
- на півночі — з комунами Чильян, Чильян-В'єхо
- на сході — з комуною Сан-Ігнасіо
- на півдні — з комуною Пемуко
- на заході — з комуною Кільйон